# Baurubatrachus pricei
Baurubatrachus
Genre
Espèce
Baurubatrachus pricei, unique représentant du genre Baurubatrachus, est une espèce éteinte d'amphibiens de la famille des Ceratophryidae.

## Répartition
Baurubatrachus pricei a été découverte à Uberaba (Peirópolis) dans la Formation Marilia au Minas Gerais au Brésil. Cette espèce date du Maastrichtien au sommet du Crétacé supérieur.

## Publication originale
- (pt) Báez & Perí, 1989 : Baurubatrachus pricei, nov. gen. et sp., un anuro del Cretacico Superior de Minas Gerais, Brasil. Anais da Academia Brasileira de Ciencias, vol. 61, no 4, p. 447-458.